# Partido do Trabalho (México)
O Partido do Trabalho (em espanhol: Partido del Trabajo) é um partido político do México fundado em 8 de dezembro de 1990; e um dos seis partidos com representação no Congresso da União. Ao longo de sua história, o Partido do Trabalho formou coligações com outros partidos de ideologia socialista, como o Partido da Revolução Democrática (PRD) e o Partido Convergencia. 
Suas cores são o vermelho e amarelo, em alusão ao Comunismo, estando empenhado na defesa dos interesses da classe operária mexicana. É também membro do Foro de São Paulo e da COPPAL.

## Candidatos presidenciais
- (1994) Cecilia Soto
- (2000) Cuauhtémoc Cárdenas
- (2006) Andrés Manuel López Obrador
- (2012) Andrés Manuel López Obrador